# Izolare (îngrijire medicală)

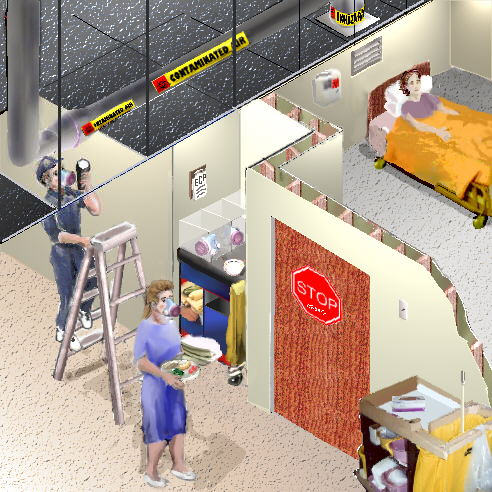
Această ilustrare a unei secții de tuberculoză de la OSHA demonstrează mai multe aspecte ale controlului și izolării infecțiilor spitalicești: controale de inginerie (conducte de aer dedicate), PPE (respiratoare N95), semne de avertizare și etichete (intrare controlată), container de depozitare dedicat și practici îmbunătățite de menaj.

În unitățile de îngrijire a sănătății, izolarea reprezintă una dintre mai multe măsuri care pot fi luate pentru a implementa controlul infecțiilor: prevenirea bolilor contagioase de la un pacient la alți pacienți, asistenți medicali și vizitatori sau de la persoane străine la un anumit pacient ( izolarea inversă). Există diferite forme de izolare, în unele dintre care procedurile de contact sunt modificate, iar altele în care pacientul este ținut departe de toate celelalte. Într-un sistem conceput și revizuit periodic, de către Centrele de Control și Prevenire a Bolilor din SUA, diverse niveluri de izolare a pacientului cuprind aplicarea uneia sau mai multor „precauții” descrise în mod oficial.
Izolarea este cel mai frecvent utilizată atunci când se știe că un pacient are o boală virală sau bacteriană contagioasă (transmisibilă de la persoană la persoană). Echipamentele speciale sunt utilizate în managementul pacienților sub diferite forme de izolare. Acestea includ cel mai frecvent articole de echipament de protecție personală (halate, măști și mănuși) și controale de inginerie (camere de presiune pozitivă, camere cu presiune negativă, echipamente de laminare a aerului și diverse bariere mecanice și structurale). Secțiile de izolare dedicate pot fi construite în prealabil în spitale sau unitățile de izolare pot fi desemnate temporar în instalații în mijlocul unei situații de urgență epidemică.

## Importanță
Bolile contagioase se pot răspândi și altora prin diferite forme. Patru tipuri de transmitere a bolilor infecțioase pot apărea: (1) transmiterea la contact, care poate fi prin contact fizic direct, contact indirect prin fomite sau contact prin picături în care infecțiile aeriene se răspândesc pe distanțe scurte (2) transmisie vehiculară, care implică obiecte contaminate, (3) transmisia aeriană, care implică răspândirea particulelor infecțioase prin aer și (4) transmisia vectorială, care este răspândită prin insecte sau animale. În funcție de boala contagioasă, transmiterea poate avea loc în locuința, școala, locul de muncă, unitatea de îngrijire a sănătății și alte spații comune ale unei persoane. Chiar dacă o persoană își ia toate măsurile de precauție necesare pentru a se proteja de boli, cum ar fi să fie la curent cu vaccinurile și să practice o igienă bună, el sau ea încă se pot îmbolnăvi. Este posibil ca unii oameni să nu se poată proteja de boli și să poată dezvolta complicații grave dacă contractează boala. Prin urmare, izolarea bolii este o practică importantă de prevenire și control a infecțiilor, utilizată pentru a-i proteja pe ceilalți de boli. Izolarea bolilor poate preveni infecțiile dobândite în asistența medicală ale infecțiilor dobândite în spital (HCAI), reduce amenințările cu infecții cu rezistență la antibiotice și poate răspunde la amenințările de boli infecțioase noi și emergente la nivel global.

## Legături externe
- Diagrama care prezintă recomandări pentru diferite forme de izolare